# 迪莫塞迪斯
迪莫塞迪斯（英語：Democedes），约活动于公元前6世纪前后。克罗同人，极负盛名的医师。曾在雅典等地行医，后至萨摩斯波吕克拉泰斯国王的王宫继续行医。公元前522年成为大流士一世的御医，后重返克罗同。

## 扩展阅读
- The Histories of Herodotus